# Charles Vinci
Charles Thomas „Chuck“ Vinci (* 28. Februar 1933 in Cleveland, Ohio; † 13. Juni 2018 ebenda) war ein  US-amerikanischer Gewichtheber

## Werdegang
Charles Vinci war der Sohn italienischer Einwanderer in die USA. Er wuchs in Cleveland auf und beschäftigte sich als Jugendlicher mit Bodybuilding und Gewichtheben. Als er im Gewichtheben in regionalen Wettkämpfen eine gute Veranlagung zeigte, wurde er vom Mentor des US-amerikanischen Gewichthebens, Bob Hofmann, an den York Barbell Club geholt und großzügig unterstützt, weil das US-amerikanische Gewichtheber-Team, das seinerzeit mit den Gewichthebern aus der Sowjetunion um die Vormachtstellung in der Welt kämpfte, gute Gewichtheber in den leichten Gewichtsklassen benötigte. „Chuck“ Vinci, der nur 1,50 m groß war, rechtfertigte dieses Vertrauen voll und ganz, denn er begann 1955 eine große Gewichtheber-Laufbahn, die im Gewinn von zwei olympischen Goldmedaillen gipfelte.

## Internationale Erfolge
| Jahr | Platz | Wettbewerb                  | Wettkampfart | Gewichtsklasse | Ergebnisse                                                                                              |
| 1955 | 1.    | PanAm Games in Mexiko-Stadt | OD           | Bantam         | mit 300 kg, vor Ángel Famiglietti, Panama, 287,5 kg                                                     |
| 1955 | 2.    | WM in München               | OD           | Bantam         | mit 317,5 kg, hinter Wladimir Stogow, UdSSR, 335 kg und vor Mahmoud Namdjou, Iran, 312,5 kg             |
| 1956 | Gold  | OS in Melbourne             | OD           | Bantam         | mit 342,5 kg, vor Wladimir Stogow, 337,5 kg und Mahmoud Namdjou, 332,5 kg                               |
| 1958 | 2.    | WM in Stockholm             | OD           | Bantam         | mit 327,5 kg, hinter Wladimir Stogow, 342, 5 g und vor Ali Safa-Sonboli, Iran, 312,5 kg                 |
| 1959 | 1.    | PanAm Games in Chicago      | OD           | Bantam         | mit 325 kg, vor Grantley Sobers, West Indies, 295 kg                                                    |
| 1960 | Gold  | OS in Rom                   | OD           | Bantam         | mit 345 kg, vor Yoshinobu Miyake, Japan, 337,5 kg und Hassan Esmaeil Elmkhah, Iran, 330 kg              |
| 1961 | 4.    | WM in Wien                  | OD           | Bantam         | mit 327,5 kg, hinter Wladimir Stogow, 345 kg, Imre Földi, Ungarn, 345 kg und Yoshinobu Miyake, 337,5 kg |

Erläuterungen
- OD = olympischer Dreikampf, bestehend aus beidarmigem Drücken, Reißen und Stoßen
- OS = Olympische Spiele, WM = Weltmeisterschaft
- Bantamgewicht, damals bis 56 kg Körpergewicht

## USA-Meisterschaften
- 1954, 1. Platz, Ba, mit 282,5 kg;
- 1955, 1. Platz, Ba, mit 315 kg;
- 1956, 1. Platz, Ba, mit 312,5 kg, vor Juarez, 295 kg;
- 1958, 1. Platz, Ba, mit 325 kg, vor Famiglietti, 285 kg;
- 1959, 1. Platz, Ba, mit 317,5 kg, vor Moyer, 290 kg;
- 1960, 1. Platz, Ba, mit 317,5 kg;
- 1961, 1. Platz, Ba, mit 330 kg

## Weltrekorde
(alle im Bantamgewicht erzielt)
im beidarmigen Drücken:
- 110 kg, 1959 in Chicago

im beidarmigen Reißen:
- 101 kg, 1955 in Mexiko-Stadt,
- 102,5 kg, 1955 in München,
- 103 kg, 1955 in Kalkutta,
- 104,5 kg, 1955 in Neu-Delhi,
- 105 kg, 1955 in Basra,
- 107,5 kg, 1960 in Rom

im beidarmigen Stoßen:
- 131,5 kg, 1955 in Kalkutta,
- 132,5 kg, 1955 in New York,
- 134,5 kg, 1956 in Chicago

im olympischen Dreikampf:
- 342,5 kg, 1956 in Melbourne,
- 345 kg, 1960 in Rom